# طالمين
طالمين أو تالمين،بلدية من بلديات ولاية أدرار.تقع بلدية طلمين في الجنوب الغربي من الوطن الجزائر وشمال ولاية ادرار يحدها من الشرق أجدير ومن الشمال البيض ومن الغرب بشار ومن الجنوب شروين تتكون من 16 قصرا[زعيتر، باحمو، سيد المختار، بوكزين، يحيا ودريس، تاوراخت، قلو، تمسقلوت، الساقية، تيمارن، نعمة، تاكيالت، قطوف، تعربين، فناون، تاغوزي، طلمين لقصر|أغام|.] أهمها وأكبرها تاغوزي ثم طلمين القصر ثم الساقية ثم باحمو ثم قلو وسكانها أمازيغ ويتحدثون بالزناتية ويشاهرون بحفظ القراءن الكريم والفلاحة وأهمها التموروأكبر تجمع بها يوم 12/13/ من عاشوراء بزيارة سيدي أحمد والحاج
تشتهر طلمين بإنتاج أنواع متعددة من التمور مثل الدقلة لحميرة الشيخ....وتقوم بتصديرها للولايات الأخرى وتمتاز هده الثمور بجودة عالية

## المناخ
يظهر الجدول التالي التغييرات المناخية على مدار السنة لطالمين:
| البيانات المناخية لـطالمين        | البيانات المناخية لـطالمين | البيانات المناخية لـطالمين | البيانات المناخية لـطالمين | البيانات المناخية لـطالمين | البيانات المناخية لـطالمين | البيانات المناخية لـطالمين | البيانات المناخية لـطالمين | البيانات المناخية لـطالمين | البيانات المناخية لـطالمين | البيانات المناخية لـطالمين | البيانات المناخية لـطالمين | البيانات المناخية لـطالمين | البيانات المناخية لـطالمين |
| الشهر                             | يناير                      | فبراير                     | مارس                       | أبريل                      | مايو                       | يونيو                      | يوليو                      | أغسطس                      | سبتمبر                     | أكتوبر                     | نوفمبر                     | ديسمبر                     | المعدل السنوي              |
| --------------------------------- | -------------------------- | -------------------------- | -------------------------- | -------------------------- | -------------------------- | -------------------------- | -------------------------- | -------------------------- | -------------------------- | -------------------------- | -------------------------- | -------------------------- | -------------------------- |
| متوسط درجة الحرارة الكبرى °م (°ف) | 19.1 (66.4)                | 22.0 (71.6)                | 26.6 (79.9)                | 31.6 (88.9)                | 35.7 (96.3)                | 41.7 (107.1)               | 45.1 (113.2)               | 43.6 (110.5)               | 39.1 (102.4)               | 31.7 (89.1)                | 24.4 (75.9)                | 18.7 (65.7)                | 31.6 (88.9)                |
| المتوسط اليومي °م (°ف)            | 11.6 (52.9)                | 14.3 (57.7)                | 18.6 (65.5)                | 23.4 (74.1)                | 27.5 (81.5)                | 33.1 (91.6)                | 36.4 (97.5)                | 35.2 (95.4)                | 31.3 (88.3)                | 24.4 (75.9)                | 17.5 (63.5)                | 12.2 (54.0)                | 23.8 (74.8)                |
| متوسط درجة الحرارة الصغرى °م (°ف) | 4.1 (39.4)                 | 6.6 (43.9)                 | 10.6 (51.1)                | 15.3 (59.5)                | 19.3 (66.7)                | 24.6 (76.3)                | 27.8 (82.0)                | 26.9 (80.4)                | 23.6 (74.5)                | 17.2 (63.0)                | 10.7 (51.3)                | 5.7 (42.3)                 | 16.0 (60.9)                |
| الهطول مم (إنش)                   | 2 (0.1)                    | 3 (0.1)                    | 5 (0.2)                    | 2 (0.1)                    | 1 (0.0)                    | 0 (0)                      | 0 (0)                      | 1 (0.0)                    | 1 (0.0)                    | 4 (0.2)                    | 4 (0.2)                    | 3 (0.1)                    | 26 (1)                     |
| المصدر: climate-data.org          |                            |                            |                            |                            |                            |                            |                            |                            |                            |                            |                            |                            |                            |